# La Bazoge (Sarthe)
Pour les articles homonymes, voir La Bazoge.
La Bazoge est une commune française, située dans le département de la Sarthe en région Pays de la Loire, peuplée de 3 748 habitants.
La commune fait partie de la province historique du Maine, et se situe dans la Champagne mancelle.

## Géographie
Située à 10 km au nord du Mans, sur la route nationale reliant Le Mans à Alençon, La Bazoge adhère en 2001 à la communauté de communes des Rives de Sarthe. Elle est membre de la communauté de communes Maine Cœur de Sarthe depuis 2017.
La commune est traversée par la LGV Bretagne-Pays de la Loire.

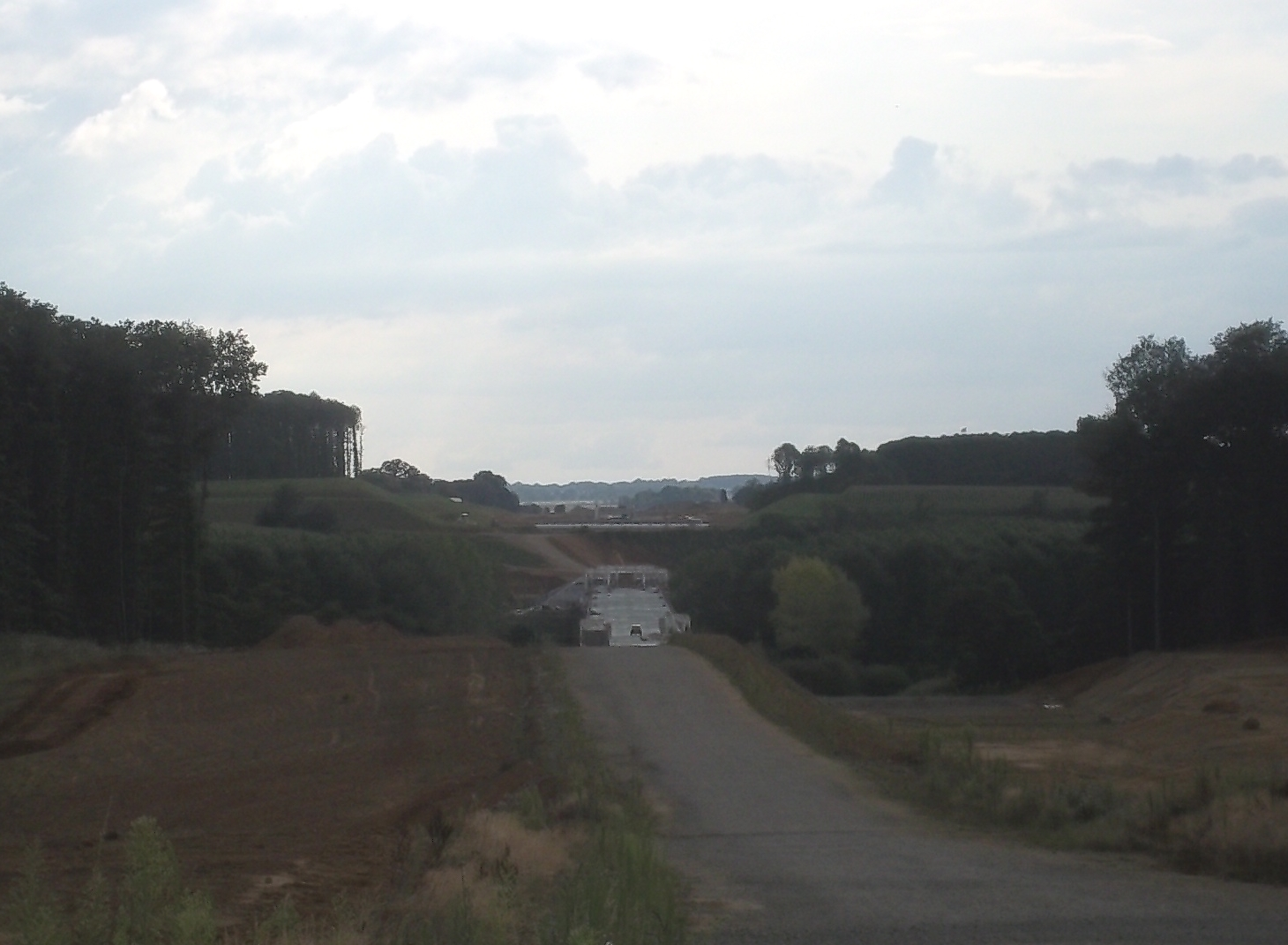
La voie LGV Bretagne en cours de construction.

| Sainte-Sabine-sur-Longève | Sainte-Jamme-sur-Sarthe,Saint-Jean-d'Assé | Souillé             |
| La Chapelle-Saint-Fray    | La Bazoge                                 | La Guierche         |
| La Milesse                | Saint-Saturnin                            | Neuville-sur-Sarthe |

### Climat
Pour des articles plus généraux, voir Climat des Pays de la Loire et Climat de la Sarthe.
En 2010, le climat de la commune est de type climat océanique dégradé des plaines du Centre et du Nord, selon une étude du CNRS s'appuyant sur une série de données couvrant la période 1971-2000. En 2020, Météo-France publie une typologie des climats de la France métropolitaine dans laquelle la commune est dans une zone de transition entre le climat océanique et le climat océanique altéré et est dans la région climatique Moyenne vallée de la Loire, caractérisée par une bonne insolation (1 850 h/an) et un été peu pluvieux.
Pour la période 1971-2000, la température annuelle moyenne est de 11 °C, avec une amplitude thermique annuelle de 14 °C. Le cumul annuel moyen de précipitations est de 716 mm, avec 11,8 jours de précipitations en janvier et 6,8 jours en juillet. Pour la période 1991-2020, la température moyenne annuelle observée sur la station météorologique de Météo-France la plus proche, sur la commune du Mans à 11 km à vol d'oiseau, est de 12,4 °C et le cumul annuel moyen de précipitations est de 693,4 mm,. Pour l'avenir, les paramètres climatiques de la commune estimés pour 2050 selon différents scénarios d'émission de gaz à effet de serre sont consultables sur un site dédié publié par Météo-France en novembre 2022.

## Urbanisme

### Typologie
Au 1er janvier 2024, La Bazoge est catégorisée bourg rural, selon la nouvelle grille communale de densité à sept niveaux définie par l'Insee en 2022.
Elle appartient à l'unité urbaine de La Bazoge, une unité urbaine monocommunale constituant une ville isolée,. Par ailleurs la commune fait partie de l'aire d'attraction du Mans, dont elle est une commune de la couronne,. Cette aire, qui regroupe 144 communes, est catégorisée dans les aires de 200 000 à moins de 700 000 habitants,.

### Occupation des sols
L'occupation des sols de la commune, telle qu'elle ressort de la base de données européenne d’occupation biophysique des sols Corine Land Cover (CLC), est marquée par l'importance des territoires agricoles (67,5 % en 2018), en diminution par rapport à 1990 (73,8 %). La répartition détaillée en 2018 est la suivante : 
terres arables (33 %), forêts (21 %), zones agricoles hétérogènes (19,9 %), prairies (14,6 %), zones urbanisées (10,4 %), zones industrielles ou commerciales et réseaux de communication (1,1 %). L'évolution de l’occupation des sols de la commune et de ses infrastructures peut être observée sur les différentes représentations cartographiques du territoire : la carte de Cassini (XVIIIe siècle), la carte d'état-major (1820-1866) et les cartes ou photos aériennes de l'IGN pour la période actuelle (1950 à aujourd'hui).

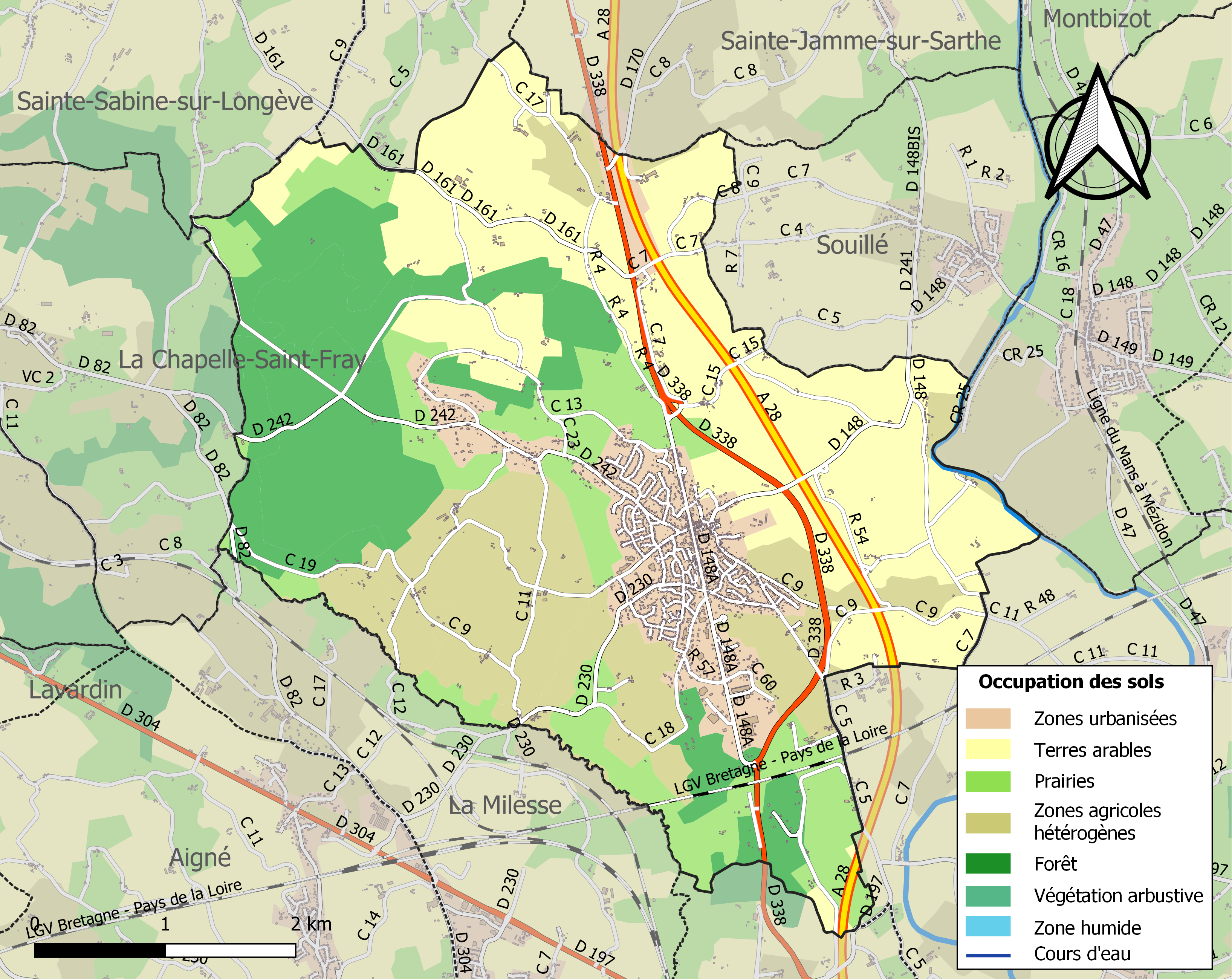
Carte des infrastructures et de l'occupation des sols de la commune en 2018 (CLC).

## Toponymie
Attestée sous la forme Baselgiaca en 1061.[réf. nécessaire]
Bazoge est issu du latin basilica, « marché » puis « église ».
Le gentilé est Bazogien.

## Histoire
Dès le IVe siècle av. J.-C., une population gallo-romaine s'installe pour exploiter le minerai de fer, issu du grès roussard. La production s'étant peu à peu déplacée par la suite, l'expansion de la commune se trouve ralentie. De nombreux fours de l'époque gauloise ont été mis au jour lors de la réalisation de l'autoroute traversant la commune. À cette période fut érigé un temple qui se situe sous les fondations de l'église.

## Politique et administration

### Administration municipale
| Période                                  | Période                | Identité                      | Étiquette | Qualité |
| ---------------------------------------- | ---------------------- | ----------------------------- | --------- | --- |
| 1793                                     | 1795                   | François Letourneau           |           | |
| 1795                                     | 1801                   | Jean Lecomte                  |           | |
| 1801                                     | 1807                   | Julien Jean Baptiste Odillard |           | |
| 1807                                     | 1829                   | René Louis Marie Lebêle       |           | |
| 1829                                     | 1830                   | Simon Daniel Niepceron        |           | |
| 1830                                     | 1846                   | Louis René Lamelin            |           | |
| 1846                                     | 1847                   | Justin Perdereau              |           | |
| 1847                                     | 1848                   | François Hérissé              |           | |
| 1848                                     | 1875                   | Pierre Baligand               |           | |
| 1875                                     | 1897                   | Ernest Housseau               |           | |
| 1897                                     | ?                      | Ernest Gaudré                 |           | |
| Les données manquantes sont à compléter. |                        |                               |           | |
|                                          |                        | Louis Champion                |           | |
| octobre 1947                             | mars 1971              | Louis Provost (1896-1972)     |           | Exploitant agricole |
| mars 1971                                | juin 1995              | Daniel Cabaret                | DVD       | Directeur administratif Conseiller général du Mans-Nord-Ouest (1985 → 1998) Suppléant du député Gérard Chasseguet (1988 → 1993) |
| juin 1995                                | septembre 2012 (décès) | Claude Fortin                 | DVD       | Conducteur de travaux |
| décembre 2012                            | mai 2020               | Christian Baligand            | DVD       | Responsable atelier |
| mai 2020                                 | En cours               | Michel Lalande                | SE        | Retraité cadre commercial |
| Les données manquantes sont à compléter. |                        |                               |           | |

### Jumelages
- Martfeld (Allemagne).
- Bardney (Angleterre).

## Équipements et services publics

### Enseignement
Sur la commune se trouve l'école maternelle Henri-Matisse et primaire Jean-Monnet à l'ouest du bourg.
Pour le collège, les élèves sont dirigés vers Sainte-Jamme-sur-Sarthe.

### Santé
La commune compte cinq médecins généralistes en 2020.

## Population et société

### Démographie
L'évolution du nombre d'habitants est connue à travers les recensements de la population effectués dans la commune depuis 1793. Pour les communes de moins de 10 000 habitants, une enquête de recensement portant sur toute la population est réalisée tous les cinq ans, les populations de référence des années intermédiaires étant quant à elles estimées par interpolation ou extrapolation. Pour la commune, le premier recensement exhaustif entrant dans le cadre du nouveau dispositif a été réalisé en 2007.
En 2022, la commune comptait 3 748 habitants, en évolution de +2,49 % par rapport à 2016 (Sarthe : −0,25 %, France hors Mayotte : +2,11 %).
| 1793  | 1800  | 1806  | 1821  | 1831  | 1836  | 1841  | 1846  | 1851  |
| ----- | ----- | ----- | ----- | ----- | ----- | ----- | ----- | ----- |
| 1 850 | 1 801 | 1 997 | 2 055 | 2 323 | 2 266 | 2 298 | 2 124 | 2 104 |

| 1856  | 1861  | 1866  | 1872  | 1876  | 1881  | 1886  | 1891  | 1896  |
| ----- | ----- | ----- | ----- | ----- | ----- | ----- | ----- | ----- |
| 2 048 | 1 961 | 1 881 | 1 803 | 1 805 | 1 715 | 1 643 | 1 615 | 1 635 |

| 1901  | 1906  | 1911  | 1921  | 1926  | 1931  | 1936  | 1946  | 1954  |
| ----- | ----- | ----- | ----- | ----- | ----- | ----- | ----- | ----- |
| 1 553 | 1 583 | 1 564 | 1 255 | 1 256 | 1 166 | 1 148 | 1 244 | 1 266 |

| 1962  | 1968  | 1975  | 1982  | 1990  | 1999  | 2006  | 2007  | 2012  |
| ----- | ----- | ----- | ----- | ----- | ----- | ----- | ----- | ----- |
| 1 291 | 1 319 | 1 795 | 2 366 | 2 745 | 2 860 | 3 481 | 3 570 | 3 653 |

| 2017  | 2022  | - | - | - | - | - | - | - |
| ----- | ----- | - | - | - | - | - | - | - |
| 3 641 | 3 748 | - | - | - | - | - | - | - |

### Sports et loisirs
La Bazoge compte plusieurs associations sportives comme le Twirling club bazogien (sport de danse, de gym et de bâton), le Handball club bazogien, le Football club bazogien, des fourmis dans les jambes (associations de danse et de gym), une association de yoga, le CRAB.
Une course à pied est organisée tous les ans : le Trail des forges.

## Économie
Trois zones à caractère industriel sont implantées sur la commune dont la plus importante située sur l'ancienne route nationale contient une entité de la SA Loué, la SACOFEL.
Depuis 2018, la commune dispose d'un U express.

## Culture locale et patrimoine

### Lieux et monuments

#### Patrimoine religieux
- L'église Notre-Dame-et-Sainte-Barbe de style gothique, datant du XIIe siècle. Elle est à l'origine de style roman. Le style gothique fut adopté plus tard.

#### Patrimoine civil
- Présence d'un site paléométallurgique d'exception, constitué de fours d'extraction de minerai de fer d'époque gauloise dont une réplique est exposée au musée Carré Plantagenêt au Mans.

Ces fours en argile, légèrement enterrés lors de leur construction, étaient de types différents :
- - usage unique ou à usages multiples,
  - à scories piégées ou à écoulement des scories.
- Mise au jour d'un ensemble de puits d'extraction de minerai au sud-ouest de la commune formant un site minier conséquent.

Ces quelques éléments attestent de la vigueur de cette métallurgie dans le pays du Mans.
- Plusieurs éléments expliquent cette forte implantation :
  - des gisements de minerai de fer de type Cénomanien et Tertiaire.
  - des forêts suffisantes pour fournir l’indispensable combustible pour la réduction du minerai par la méthode directe
- Le bois était transformé en charbon de bois afin d’offrir un pouvoir calorifique bien supérieur.
  - la demande en fer était de plus en plus forte, signe d’une activité économique balbutiante certes mais néanmoins en développement.
- La Bazoge se situe sur l'ancienne voie romaine qui reliait Le Mans à Vieux près de Caen, cette voie était jalonnée de bornes dites leugaires qui ont été christianisées, celles-ci, à la différence des bornes milliaires, marquaient une lieue gauloise représentant 2 222,50 m. Plusieurs d'entre elles se trouvent dans la rue des Bleuets et celle de la Sauvagère.
- Le pont du tramway : avec l'ancienne levée de terre qui se retrouve au milieu du plan d'eau voisin, ce pont est un vestige du chemin de fer d’intérêt local à voie étroite géré par la Compagnie des tramways de la Sarthe créée en 1883.

La desserte de La Bazoge fonctionna du 14 août 1915 au 3 octobre 1943.
Le « petit train » passait par La Chapelle-Saint-Aubin, Saint-Saturnin, La Milesse, Aigné, La Bazoge, Saint-Jean-d'Assé, Saint-Marceau, Assé-le-Riboul, Le Tronchet, Vernie et s'arrêtait à la gare de Ségrie, déjà construite sur la ligne : Mamers - La Hutte - Fresnay - Sillé-le-Guillaume.